# ザック・ペトリック
ザッカリー・バーナード・ペトリック（Zachary Bernard Petrick、1989年7月29日 - ）は、アメリカ合衆国・イリノイ州グランディ郡モリス出身のプロ野球選手（投手）。右投右打。
5歳上の兄は、シカゴ・カブスでプレーしたプロ野球選手のビリー・ペトリック。

## 経歴

### プロ入りとカージナルス傘下時代
2012年6月17日にセントルイス・カージナルスと契約した。この年はルーキー級ジョンソンシティ・カージナルスで13試合に登板。無傷の5勝を挙げ、防御率2.17を記録した。
2013年はA級ピオリア・チーフズに昇格し、クローザーに抜擢された。16試合に登板し、7セーブ、防御率0.83を記録すると、A+級パルマビーチ・カージナルスに昇格。先発・クローザーの両方で起用され、9試合（うち先発4試合）で3勝0敗1セーブ、防御率0.27、リリーフ5試合のうち、4試合で交代完了を記録した。その後、AA級スプリングフィールド・カージナルスに昇格し、今度は先発一本化され9試合に登板すると、3勝3敗、防御率3.99という成績を挙げた。シーズン通して、34試合（うち先発13試合）に登板して、7勝3敗8セーブ、防御率1.99という成績で、同年のマイナーリーグの｢ピッチャー・オブ・ザ・イヤー(最優秀投手)」に選出された。
カージナルス傘下最後のシーズンとなった2015年シーズンは年間通して3A級に定着。
リーグ最多となる28試合に先発し7勝7敗、防御率4.52という成績を残した。
マイナーでは通算102試合に登板し28勝16敗9セーブ、防御率3.50だった。

### DeNA時代
2015年12月18日に横浜DeNAベイスターズと契約したことが球団から発表された。背番号は67。
2016年は7月13日に本拠地の横浜スタジアムでの中日ドラゴンズ戦でNPB初先発すると、第1打席で初安打を放ち、第2打席には初の適時打を放った。5回2失点の好投を見せ、初勝利を手にした。オフの12月2日に自由契約公示された。

### サムスン・ライオンズ時代
2017年1月31日にKBOリーグのサムスン・ライオンズと契約した。同年は一軍で3勝を記録した。同年限りで退団した。

## 選手としての特徴
直球は145キロ前後だが、カーブやチェンジアップ、ツーシームなど多彩な変化球を用いる。「ゴロを打たせて取る｣いわゆるグラウンドボーラーの技巧派投手。

## 詳細情報

### 年度別投手成績
| 年 度    | 球 団    | 登 板 | 先 発 | 完 投 | 完 封 | 無 四 球 | 勝 利 | 敗 戦 | セ 丨 ブ | ホ 丨 ル ド | 勝 率 | 打 者 | 投 球 回 | 被 安 打 | 被 本 塁 打 | 与 四 球 | 敬 遠 | 与 死 球 | 奪 三 振 | 暴 投 | ボ 丨 ク | 失 点 | 自 責 点 | 防 御 率 | W H I P |
| -------- | -------- | ----- | ----- | ----- | ----- | -------- | ----- | ----- | -------- | ----------- | ----- | ----- | -------- | -------- | ----------- | -------- | ----- | -------- | -------- | ----- | -------- | ----- | -------- | -------- | ------- |
| 2016     | DeNA     | 15    | 7     | 0     | 0     | 0        | 3     | 2     | 0        | 0           | .600  | 199   | 47.1     | 48       | 10          | 12       | 0     | 0        | 22       | 0     | 0        | 31    | 29       | 5.51     | 1.27    |
| 2017     | サムスン | 25    | 24    | 0     | 0     | 0        | 3     | 10    | 0        | 0           | .231  | 619   | 134.0    | 174      | 18          | 52       | 1     | 6        | 87       | 8     | 0        | 95    | 92       | 6.18     | 1.69    |
| NPB：1年 | NPB：1年 | 15    | 7     | 0     | 0     | 0        | 3     | 2     | 0        | 0           | .600  | 199   | 47.1     | 48       | 10          | 12       | 0     | 0        | 22       | 0     | 0        | 31    | 29       | 5.51     | 1.27    |
| KBO：1年 | KBO：1年 | 25    | 24    | 0     | 0     | 0        | 3     | 10    | 0        | 0           | .231  | 619   | 134.0    | 174      | 18          | 52       | 1     | 6        | 87       | 8     | 0        | 95    | 92       | 6.18     | 1.69    |

- 2017年度シーズン終了時

### 記録
NPB投手記録
- 初登板：2016年4月7日、対中日ドラゴンズ3回戦（ナゴヤドーム）、12回裏に6番手で救援登板、完了、1回無失点
- 初奪三振：同上、12回裏に谷哲也から空振り三振
- 初先発・初勝利・初先発勝利：2016年7月13日、対中日ドラゴンズ14回戦（横浜スタジアム）、5回2失点

NPB打撃記録
- 初安打：同上、3回裏にレイソン・セプティモから右前安打
- 初打点：同上、4回裏にレイソン・セプティモから右前2点適時打

### 背番号
- 67 （2016年）
- 35 （2017年）